# Tupãzinho (futebolista)
José Ernâni da Rosa, mais conhecido como Tupãzinho ou Tupanzinho (Bagé, 17 de outubro de 1939 — São Paulo, 16 de fevereiro de 1986), foi um futebolista brasileiro.

## Carreira
Atacante, Tupãzinho herdou o apelido do pai, Tupan, um dos grandes nomes da história do futebol gaúcho. Iniciou a carreira no Bagé para, em seguida, transferir-se ao arquirrival Guarany, vendido por 300 mil cruzeiros. Tupãzinho foi o grande destaque do Guarany na temporada de 1962, quando o clube terminou na terceira colocação do Campeonato Gaúcho.
Em 1963, o Palmeiras adquiriu o passe de Tupãnzinho por 30 milhões de cruzeiros. O jogador estreou na equipe alviverde no dia 16 de janeiro de 1963, em derrota de 2–1 para o Sporting Cristal, do Peru. O resultado ruim da estreia não impediu que Tupãzinho se tornasse um dos maiores jogadores da história Palmeiras. 
Tupãzinho integrou um dos maiores times do Palmeiras, formado por Valdir Joaquim de Moraes; Djalma Santos, Djalma Dias, Waldemar Carabina e Ferrari; Dudu e Ademir da Guia; Julinho, Servílio, Tupãzinho e Rinaldo. Esse time vestindo a camisa da Seleção Brasileira, derrotou o Uruguai por 3–0, no Mineirão, no dia 5 de setembro de 1965.
Pelo clube, conquistou os títulos do Campeonato Paulista de 1963 e 1966, o Torneio Rio-São Paulo de 1965 e os Campeonatos Brasileiros de 1967 (Robertão) e 1967 (Taça Brasil). Permaneceu no clube paulista até 1968, participando de 231 jogos (136 vitórias, 44 empates e 51 derrotas) e marcando 122 gols (média de 0,52 por partida), tornando-se o 9º maior artilheiro da história do Palmeiras.
Carlos Bilardo, ex-armador do Campeão da Libertadores da América de 1968, Estudiantes de La Plata e hoje técnico, disse, nos corredores do Centro de Imprensa de Paris, durante a Copa do Mundo de 1998, que os maiores jogadores brasileiros que ele viu na vida foram: "O negro (Pelé), o loiro (Ademir da Guia) e Tupãzinho, aquele que tinha a perna torta igual a do Garrincha".
O último jogo de tupãzinho pelo Palmeiras ocorreu no dia 10 de fevereiro de 1968, na derrota de 3–0 para o Internacional de Porto Alegre, pelo Campeonato Brasileiro.

## Morte
Tupãzinho morreu vítima de Aneurisma Cerebral em 16 de fevereiro de 1986.

## Títulos
Bagé
- Campeonato Citadino de Bagé: 1957
- Copa Centenário de Bagé: 1959

Palmeiras
- Campeonato Brasileiro: 1967 (Robertão) e 1967 (Taça Brasil)
- Torneio Rio-São Paulo: 1965
- Campeonato Paulista: 1963 e 1966
- Torneio Pentagonal de Guadalajara: 1963
- Torneio do Centenário do Rio de Janeiro: 1965
- Torneio Internacional João Havelange: 1966

## Artilharia
Palmeiras
- Copa Libertadores da América: 1968 (11 gols)